# Giro di Sardegna 2010
Il Giro di Sardegna 2010, ventottesima edizione della corsa e valevole come prova dell'UCI Europe Tour 2010 categoria 2.1, si svolse dal 23 al 27 febbraio 2010 su un percorso di 844,9 km, suddiviso su 5 tappe, con partenza da Olbia e arrivo a Cagliari, nell'omonima regione italiana. La vittoria fu appannaggio del ceco Roman Kreuziger, il quale completò il percorso in 22h08'06", alla media di 38,288 km/h, precedendo lo statunitense Christopher Horner e il francese Thomas Voeckler.
Sul traguardo di Cagliari 117 ciclisti, su 125 partiti da Olbia, portarono a termine la competizione.

## Tappe
| Tappa  | Data        | Percorso                | km    | Vincitore di tappa  | Leader cl. generale |
| ------ | ----------- | ----------------------- | ----- | ------------------- | ------------------- |
| 1ª     | 23 febbraio | Olbia > Bonorva         | 144,2 | Francesco Gavazzi   | Francesco Gavazzi   |
| 2ª     | 24 febbraio | Macomer > Nuoro         | 172,6 | Roman Kreuziger     | Roman Kreuziger     |
| 3ª     | 25 febbraio | Nuoro > Oristano        | 206   | Alessandro Petacchi | Roman Kreuziger     |
| 4ª     | 26 febbraio | Carbonia > Iglesias     | 181,5 | Danilo Hondo        | Roman Kreuziger     |
| 5ª     | 27 febbraio | Sant'Antioco > Cagliari | 140,6 | Alberto Loddo       | Roman Kreuziger     |
| Totale | Totale      | Totale                  | 844,9 |                     |                     |

## Squadre e corridori partecipanti
Inserita nel calendario del circuito continentale UCI Europe Tour, la prova è aperta a UCI ProTeam, UCI Professional Continental Team e UCI Continental Team. Vi partecipano 16 squadre, composte da otto ciclisti ciascuna.
| N.    | Cod. | Squadra             |
| ----- | ---- | ------------------- |
| 1-8   | LIQ  | Liquigas-Doimo      |
| 11-18 | LAM  | Lampre-Farnese Vini |
| 21-28 | KAT  | Team Katusha        |
| 31-38 | RSH  | Team RadioShack     |
| 41-48 | FOT  | Footon-Servetto     |
| 51-58 | ISD  | ISD-Neri            |
| 61-68 | ASA  | Acqua & Sapone      |
| 71-78 | COG  | Colnago-CSF Inox    |

| N.      | Cod. | Squadra               |
| ------- | ---- | --------------------- |
| 81-88   | BBO  | Bbox Bouygues Telecom |
| 91-98   | AND  | Androni Giocattoli    |
| 101-108 | DER  | De Rosa-Stac Plastic  |
| 111-118 | FLM  | Ceramica Flaminia     |
| 121-128 | MIE  | Miche                 |
| 131-138 | GER  | Germania              |
| 141-148 | MKT  | Meridiana-Kamen Team  |
| 151-158 | AMO  | Amore & Vita-Conad    |

## Dettagli delle tappe

### 1ª tappa
- 23 febbraio: Olbia > Bonorva – 144,2 km

Risultati
| Pos. | Corridore         | Squadra  | Tempo    |
| ---- | ----------------- | -------- | -------- |
| 1    | Francesco Gavazzi | Lampre   | 4h16'50" |
| 2    | Oscar Gatto       | ISD-Neri | s.t.     |
| 3    | Giovanni Visconti | ISD-Neri | s.t.     |

| Pos. | Corridore         | Squadra  | Tempo    |
| ---- | ----------------- | -------- | -------- |
| 1    | Francesco Gavazzi | Lampre   | 4h16'40" |
| 2    | Oscar Gatto       | ISD-Neri | a 4"     |
| 3    | Giovanni Visconti | ISD-Neri | a 6"     |

Descrizione e riassunto
La prima tappa del Giro di Sardegna 2010, partita come l'anno precedente dalla città di Olbia, era particolarmente adatta ai velocisti, ma poteva celare qualche pericolo negli ultimi chilometri, vista la salitella finale. Il percorso consisteva in un tracciato con diversi saliscendi nelle prime fasi di gara, dove si attraversarono i comuni di Loiri, Alà dei Sardi e Buddusò prima di raggiungere il GPM di terza categoria a Pattada. Al km 112 il primo GPM di prima categoria sul Monte Rasu (1049 m s.l.m.). Superata questa seconda scesa, il percorso spianava sino all'arrivo, situato nel centro abitato di Bonorva.
La tappa fu caratterizzata da una lunga fuga, che prese il largo dopo soli due chilometri di gara quando in testa alla corsa si portarono quattro uomini: Simon Clarke, Didac Ortega, Freddy Bichot e Leonardo Giordani, ai quali si accodò quasi subito Giairo Ermeti. I cinque raggiunsero un vantaggio massimo di 4'06" sul gruppo dopo 20 chilometri. Poco prima del passaggio al Gran Premio della Montagna di Monte Rasu, sotto la spinta degli uomini Liquigas-Doimo, i fuggitivi furono raggiunti dal gruppo dei migliori. Fortunato Baliani e Pierre Rolland con Lorenzo Bernucci tentarono di animare la gara con alcuni scatti nel finale, ma il gruppo non lasciò spazio ed arrivò compatto al traguardo di Bonorva giocandosi la vittoria in volata, vinta da Francesco Gavazzi della Lampre, che batté allo sprint Oscar Gatto e Giovanni Visconti, diventando così il primo leader della classifica generale.

### 2ª tappa
- 24 febbraio: Macomer > Nuoro – 172,6 km

Risultati
| Pos. | Corridore          | Squadra    | Tempo    |
| ---- | ------------------ | ---------- | -------- |
| 1    | Roman Kreuziger    | Liquigas   | 4h33'37" |
| 2    | Christopher Horner | RadioShack | s.t.     |
| 3    | Thomas Voeckler    | BBox B.    | s.t.     |

| Pos. | Corridore          | Squadra    | Tempo    |
| ---- | ------------------ | ---------- | -------- |
| 1    | Roman Kreuziger    | Liquigas   | 8h50'17" |
| 2    | Christopher Horner | RadioShack | a 4"     |
| 3    | Thomas Voeckler    | BBox B.    | a 6"     |

Descrizione e riassunto
La seconda tappa, la più dura del Giro con il passaggio sul Gennargentu, portò i corridori da Macomer a Nuoro, con arrivo in salita al Monte Ortobene (955 m s.l.m.). Dopo il via dal capoluogo del Marghine il percorso si snodò tra gli abitati di Birori, Ottana e Olzai, in cui era fissato un GPM di seconda categoria (639 m s.l.m.). Superato il Gennargentu, una discesa rapida nella valle di Oliena portava verso l'ascesa dell'Ortobene.
La prima fuga della giornata, partita dopo 34 chilometri, vide come protagonisti dieci corridori che, dopo aver guadagnato un vantaggio massimo di 3'05" al chilometro 73, furono ripresi dal gruppo al chilometro 157, alle porte di Nuoro. Dopo il ricongiungimento, arrivò il tentativo di Alexandr Pliuschin, Stefano Pirazzi e Giairo Ermeti, poi ripresi a dieci chilometri dal termine dal gruppo. Sul Monte Ortobene furono gli uomini della Liquigas e della Lampre, come nella tappa precedente, ad imporre il ritmo che portò un gruppetto di una dozzina di unità ad allungare sugli altri a quattro chilometri dalla vetta. Tra i fuggitivi che si giocarono la vittoria allo sprint prevalse Roman Kreuziger, precedendo Christopher Horner e Thomas Voeckler. Kreuziger con questa vittoria divenne il nuovo leader della generale.

### 3ª tappa
- 25 febbraio: Nuoro > Oristano – 206 km

Risultati
| Pos. | Corridore           | Squadra     | Tempo    |
| ---- | ------------------- | ----------- | -------- |
| 1    | Alessandro Petacchi | Lampre      | 4h33'37" |
| 2    | Enrico Rossi        | Ceramica F. | s.t.     |
| 3    | Jacopo Guarnieri    | Liquigas    | s.t.     |

| Pos. | Corridore          | Squadra    | Tempo     |
| ---- | ------------------ | ---------- | --------- |
| 1    | Roman Kreuziger    | Liquigas   | 14h18'14" |
| 2    | Christopher Horner | RadioShack | a 4"      |
| 3    | Thomas Voeckler    | BBox B.    | a 6"      |

Descrizione e riassunto
La terza frazione, lunga 206 km, prese il via da Nuoro e si concluse ad Oristano. Una tappa favorevole ai velocisti dato che, a parte le prime asperità delle montagne nuoresi nei comuni di Orani, Olzai e Teti (in quest'ultimo era presente un GPM di seconda categoria a 838 m s.l.m.), la strada spianava sempre più fino ad arrivare nella Sardegna occidentale ad Oristano. Prima di arrivare nel capoluogo di provincia si passò a Ghilarza, Morgongiori, Ghilarza e Arborea.
Nella terza tappa si registrò la vittoria in volata di Alessandro Petacchi. Il gruppo infatti arrivò compatto ad Oristano dopo alcuni tentativi di fuga già dai primi chilometri. Al chilometro 60 il tentativo di un drappello composto tra gli altri da Giairo Ermeti, in cerca di punti per la maglia celeste, David Gutierrez e il danese Michael Rasmussen. Il gruppò ricucì lo svantaggio dai fuggitivi che vennero ripresi al 125 km. Si arrivò dunque alla volata, dove Petacchi batté allo sprint Enrico Rossi e Jacopo Guarnieri.

### 4ª tappa
- 26 febbraio: Carbonia > Iglesias – 181,5 km

Risultati
| Pos. | Corridore         | Squadra  | Tempo    |
| ---- | ----------------- | -------- | -------- |
| 1    | Danilo Hondo      | Lampre   | 4h25'01" |
| 2    | Giovanni Visconti | ISD-Neri | s.t.     |
| 3    | Sacha Modolo      | Colnago  | s.t.     |

| Pos. | Corridore          | Squadra    | Tempo     |
| ---- | ------------------ | ---------- | --------- |
| 1    | Roman Kreuziger    | Liquigas   | 18h43'15" |
| 2    | Christopher Horner | RadioShack | a 4"      |
| 3    | Thomas Voeckler    | BBox B.    | a 6"      |

Descrizione e riassunto
La quarta tappa, da Carbonia a Iglesias di 181,5 km, attraversò le provincie di Carbonia-Iglesias, Cagliari e del Medio Campidano. Al contrario della tappa precedente, questa volta l'avvio era abbastanza semplice e i primi chilometri erano per lo più pianeggianti. Dopo la partenza da Carbonia si rientrò verso l'interno passando per Villamassargia, Vallermosa e Siliqua per poi entrare nel Medio Campidano dove iniziavano le prime difficoltà: una prima salita a 60 km dal traguardo, il Passo Genna e Frongia con una pendenza media del 5% (Gran Premio della Montagna di seconda categoria), che portava la carovana da Guspini ad Arbus e una seconda salita ancora più ripida, a 27 km dall'arrivo, il Passo Arcu Genna e Bogai (GPM di prima categoria,549 m s.l.m.), meglio noto per la cronoscalata automobilistica Iglesias-Sant'Angelo. Poi tutta discesa fino a Iglesias.
L'elevato ritmo tenuto dal gruppo, con una velocità media oltre i 48 km/h, non lasciò possibilità ai tentativi di fuga, anche se in sei tentarono la fuga: Pavel Brutt, Alberto Contoli, Alan Marangoni, Giairo Ermeti sempre alla ricerca di punti nei traguardi volanti, Luca Celli e Stafano Usai, uno dei due sardi partecipanti a questo Giro. Ermeti e Usai si staccano all'ottantasettesimo chilometro mentre gli altri quattro vennero raggiunti al chilometro 148. Nel rettilineo in leggerissima salita di Iglesias un incidente fortuito, causato da un tifoso sportosi dalle transenne per scattare una foto, impedì a Petacchi di giocarsi la vittoria in volata. Lo spezzino cadde coinvolgendo anche Fabio Sabatini, Oscar Gatto e Daniele Colli. Danilo Hondo, uomo Lampre che si era fermato dopo aver tirato la volata come ultimo uomo di Petacchi, si rialzò e andò a vincere la tappa, sfruttando la casualità e la distrazione degli altri sprinter.

### 5ª tappa
- 27 febbraio: Sant'Antioco > Cagliari – 140,6 km

Risultati
| Pos. | Corridore           | Squadra  | Tempo    |
| ---- | ------------------- | -------- | -------- |
| 1    | Alberto Loddo       | Androni  | 3h24'51" |
| 2    | Alessandro Petacchi | Lampre   | s.t.     |
| 3    | Oscar Gatto         | ISD-Neri | s.t.     |

| Pos. | Corridore          | Squadra    | Tempo     |
| ---- | ------------------ | ---------- | --------- |
| 1    | Roman Kreuziger    | Liquigas   | 22h08'06" |
| 2    | Christopher Horner | RadioShack | a 2"      |
| 3    | Thomas Voeckler    | BBox B.    | a 6"      |

Descrizione e riassunto

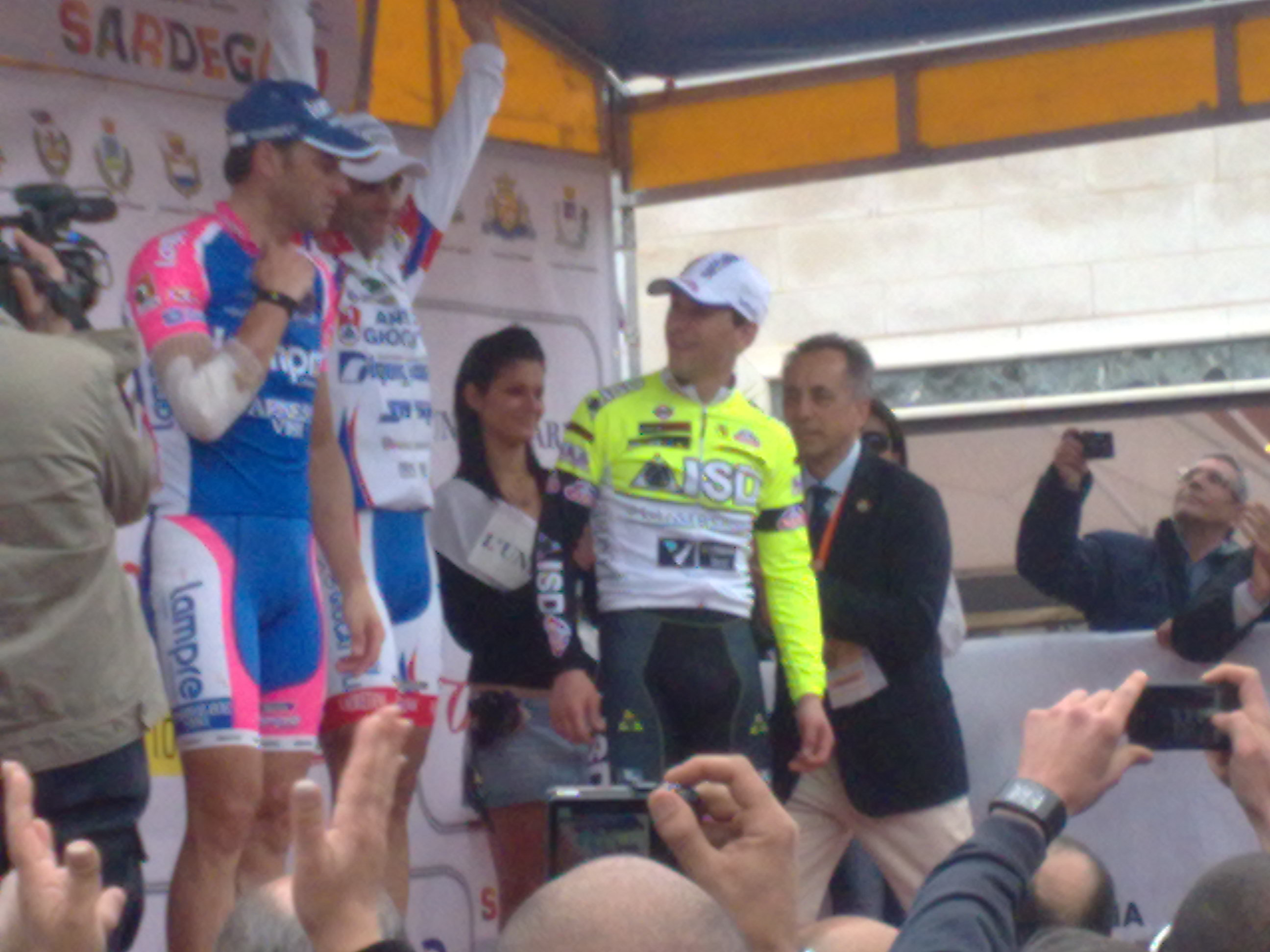
Alberto Loddo, Alessandro Petacchi e Oscar Gatto sul podio della quinta tappa

La quinta e ultima frazione partì da Sant'Antioco e si concluse con l'arrivo a Cagliari. Questa tappa, la più corta di tutte, non prevedeva grosse difficoltà dato che, percorrendo tutta la strada che costeggia il tratto costiero della Sardegna sud-occidentale, non erano presenti salite. L'organizzazione scelse di attraversare questa zona, quindi i comuni di Pula, Sarroch, Capoterra e Assemini, poiché non fu possibile ospitare il Giro in questa zona l'anno precedente a causa dell'alluvione che aveva colpito l'area del Monte Arcosu.
Ad animare una tappa scontata con l'annunciato arrivo in volata fu il croato Bruno Radotic, con una lunghissima azione solitaria di 99 km (dal chilometro 32 al chilometro 131). Una volta ripreso il fuggitivo, la Lampre-Farnese Vini tirò il gruppo fino a Cagliari, ma in volata Alessandro Petacchi venne battuto da Alberto Loddo, idolo di casa e unico sardo assieme a Stefano Usai a partecipare a questa edizione del Giro di Sardegna. Con lo sprint vincente in viale Diaz, Loddo si aggiudicò per la prima volta nella sua carriera una tappa nella sua terra d'origine in una competizione professionistica. Nella volata nel per il traguardo volante di via Roma, a 6 chilometri dall'arrivo, Chris Horner, secondo nella generale, arriva secondo e si aggiudicò 2" di abbuono, insufficienti tuttavia per scalzare dal primo posto il ceco Kreuziger, che si aggiudicò così la maglia rosso-blu del Giro di Sardegna.

## Evoluzione delle classifiche

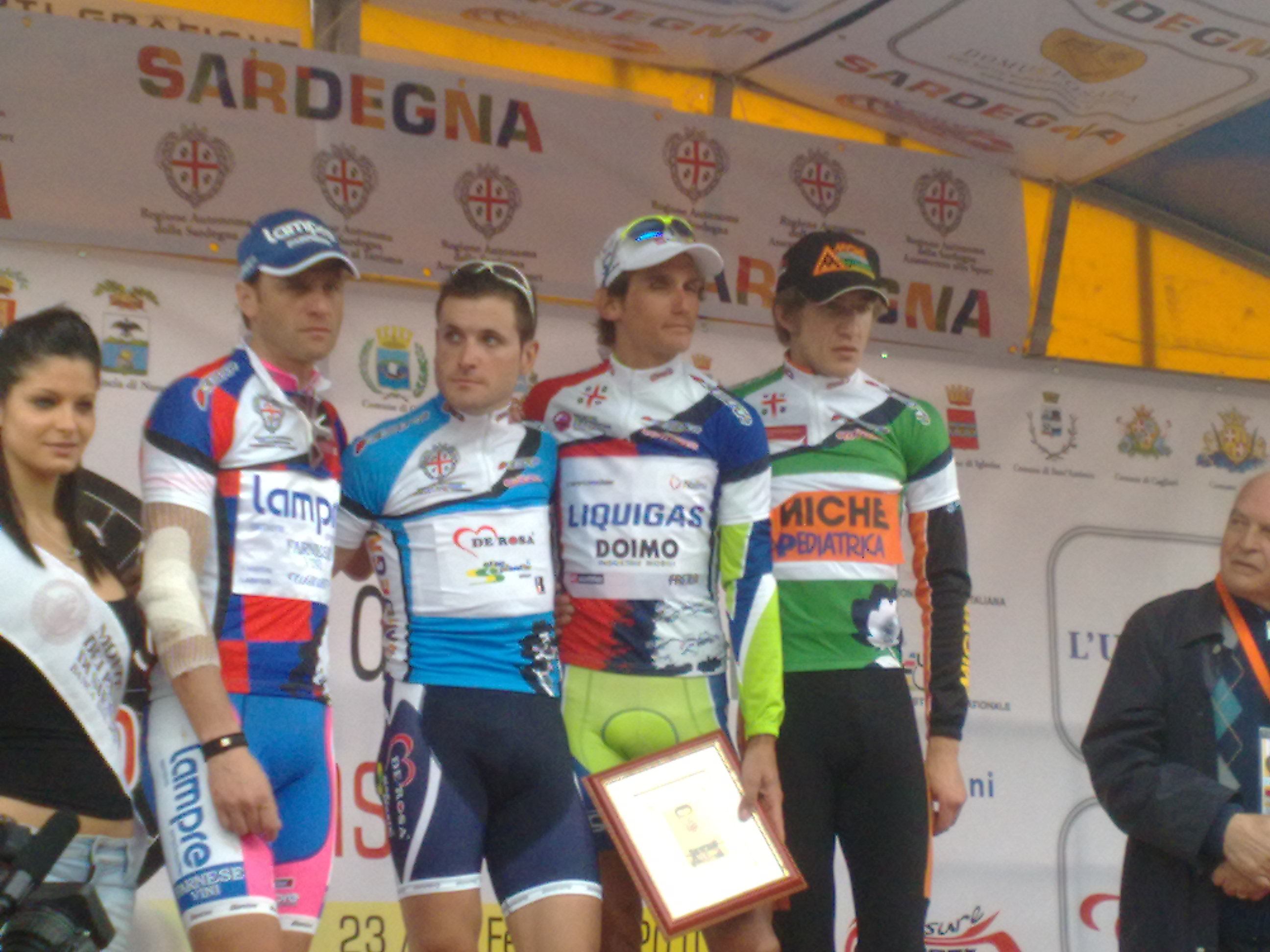
Le maglie del Giro di Sardegna 2010

Si distinguono cinque differenti graduatorie. La classifica generale, calcolata sommando il tempo alla fine di ogni frazione di ogni singolo ciclista ed assegnando dei bonus per i primi tre che tagliano i traguardi intermedi e quello finale (rispettivamente 3, 2 e un secondo e 10, 6 e 4 secondi), il cui leader veste una maglia rosso-blu. Tale classifica è la più importante ed il vincitore è il vincitore del Giro.
Oltre a questa, vi è una classifica a punti, contraddistinta da una maglia a scacchi rossi e blu. In tale classifica, i primi otto ciclisti a transitare sul traguardo finale, acquisiscono rispettivamente 10, 8, 6, 5, 4, 3, 2 ed 1 punto. In caso di parità si tiene conto del numero di vittorie di tappa e della classifica generale a tempo.
La classifica della montagna, che assegna una maglia verde, è calcolata sommando i punti ottenuti dai primi tre ciclisti che transitano sulla cima di alcune ascese designate come Gran Premi della Montagna, che sono distinti in prima, seconda e terza categoria e assegnano rispettivamente 8, 5 e 4 punti, 5, 3, 2 punti e 3, 2 ed 1 punto. In caso di parità si considerano il numero di primi posti sui GPM e la classifica generale.
La quarta classifica stabilisce il leader dei traguardi volanti ed è calcolata sommando i punti acquisiti dai primi tre ciclisti che passano per i traguardi intermedi di ogni tappa, che guadagnano rispettivamente 5, 3 ed 1 punto. In caso di parità, si tiene conto del numero di vittorie dei traguardi volanti e della classifica generale.
Per ultima, la classifica a squadre, ricavata dalla somma dei tre migliori tempi individuali al traguardo dei ciclisti di ogni squadra. In caso di parità si tiene conto dei piazzamenti nella tappa dei tre corridori o del corridore meglio piazzato. Ogni squadra che rimane con meno di tre corridori è esclusa dalla classifica.
| Tappa              | Vincitore           | Classifica generale | Classifica a punti  | Classifica scalatori | Classifica traguardi volanti | Classifica a squadre |
| ------------------ | ------------------- | ------------------- | ------------------- | -------------------- | ---------------------------- | -------------------- |
| 1ª                 | Francesco Gavazzi   | Francesco Gavazzi   | Francesco Gavazzi   | Przemysław Niemiec   | Leonardo Giordani            | De Rosa-Stac Plastic |
| 2ª                 | Roman Kreuziger     | Roman Kreuziger     | Roman Kreuziger     | Roman Kreuziger      | Giairo Ermeti                | Team RadioShack      |
| 3ª                 | Alessandro Petacchi | Roman Kreuziger     | Roman Kreuziger     | Przemysław Niemiec   | Giairo Ermeti                | Team RadioShack      |
| 4ª                 | Danilo Hondo        | Roman Kreuziger     | Giovanni Visconti   | Przemysław Niemiec   | Giairo Ermeti                | Team RadioShack      |
| 5ª                 | Alberto Loddo       | Roman Kreuziger     | Alessandro Petacchi | Przemysław Niemiec   | Giairo Ermeti                | Team RadioShack      |
| Classifiche finali | Classifiche finali  | Roman Kreuziger     | Alessandro Petacchi | Przemysław Niemiec   | Giairo Ermeti                | Team RadioShack      |

## Classifiche della corsa

### Classifica generale - Maglia rosso-blu

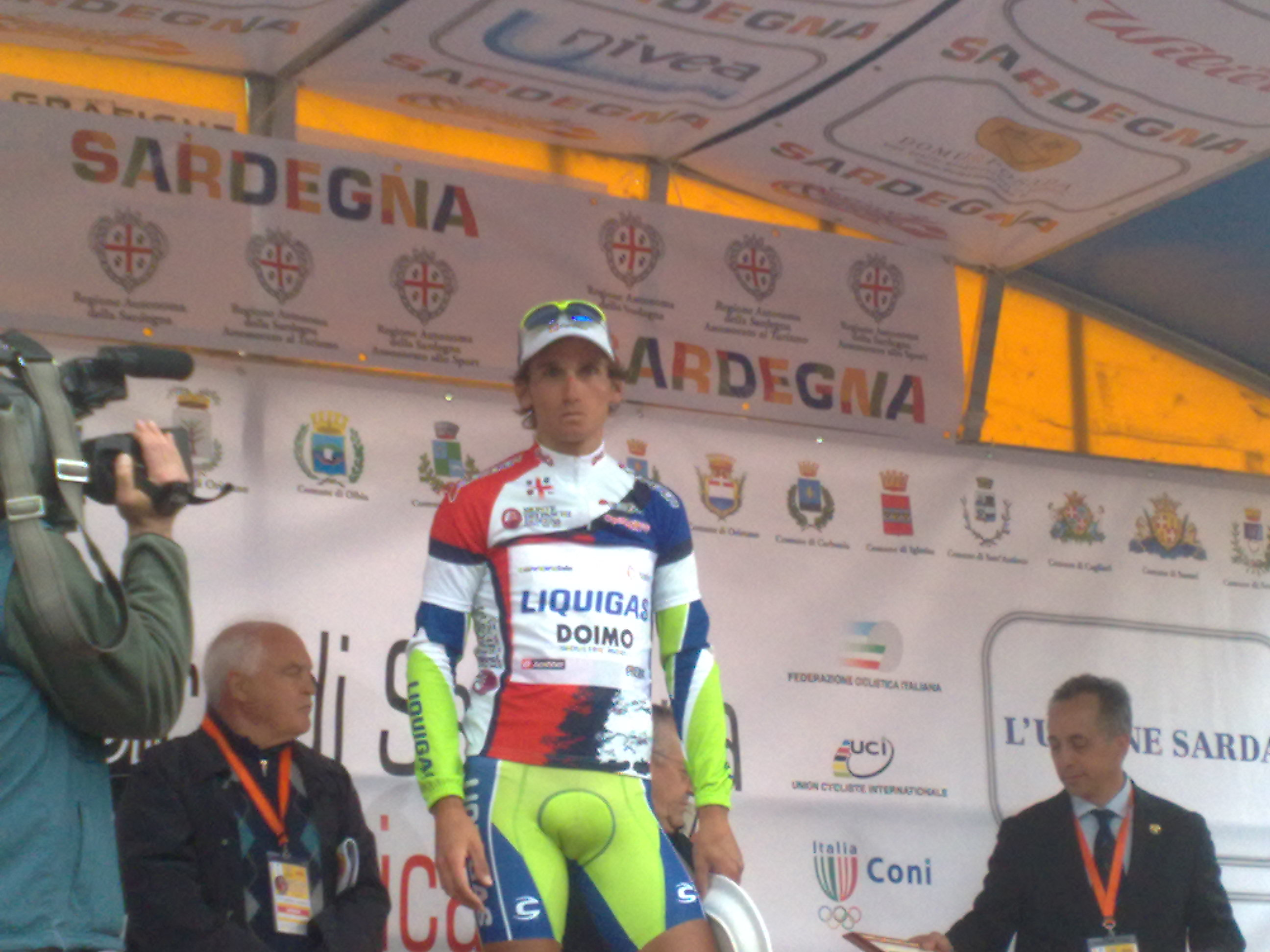
Roman Kreuziger, vincitore del Giro di Sardegna 2010

| Pos. | Corridore          | Squadra            | Tempo     |
| ---- | ------------------ | ------------------ | --------- |
| 1    | Roman Kreuziger    | Liquigas-Doimo     | 22h08'06" |
| 2    | Christopher Horner | RadioShack         | a 2"      |
| 3    | Thomas Voeckler    | BBox Bouygues      | a 6"      |
| 4    | Janez Brajkovič    | RadioShack         | a 10"     |
| 5    | Damiano Caruso     | De Rosa            | s.t.      |
| 6    | Przemysław Niemiec | Miche              | s.t.      |
| 7    | Michele Scarponi   | Androni Giocattoli | s.t.      |
| 8    | Domenico Pozzovivo | Colnago            | a 13"     |
| 9    | Cristiano Salerno  | De Rosa            | a 17"     |
| 10   | Giovanni Visconti  | ISD-Neri           | a 23"     |

### Classifica a punti - Maglia a scacchi rosso-blu

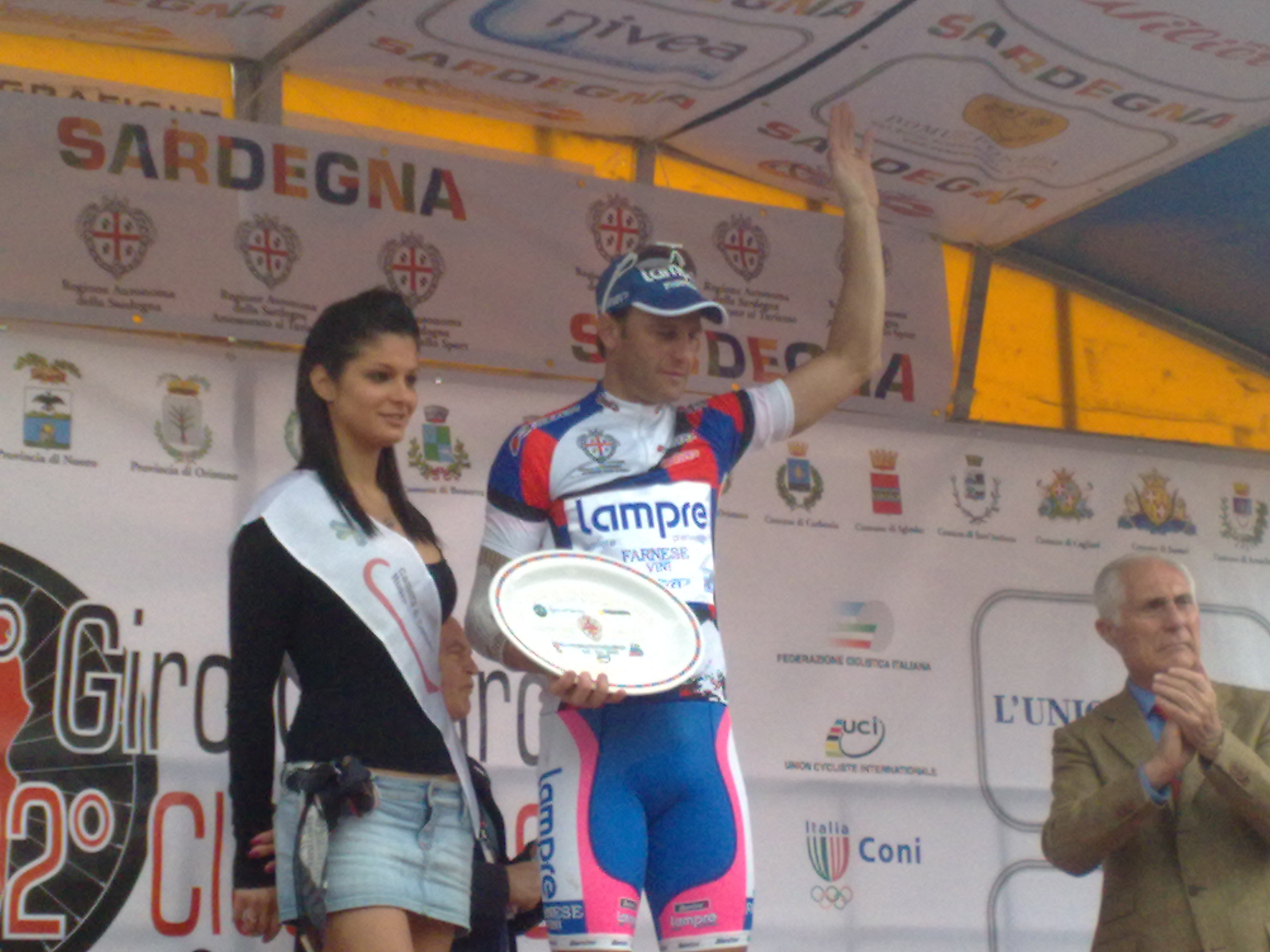
Alessandro Petacchi, vincitore della classifica a punti

| Pos. | Corridore           | Squadra       | Punti |
| ---- | ------------------- | ------------- | ----- |
| 1    | Alessandro Petacchi | Lampre        | 18    |
| 2    | Giovanni Visconti   | ISD-Neri      | 14    |
| 3    | Oscar Gatto         | ISD-Neri      | 14    |
| 4    | Enrico Rossi        | Cer. Flaminia | 11    |
| 5    | Sacha Modolo        | Colnago       | 11    |

### Classifica traguardi volanti

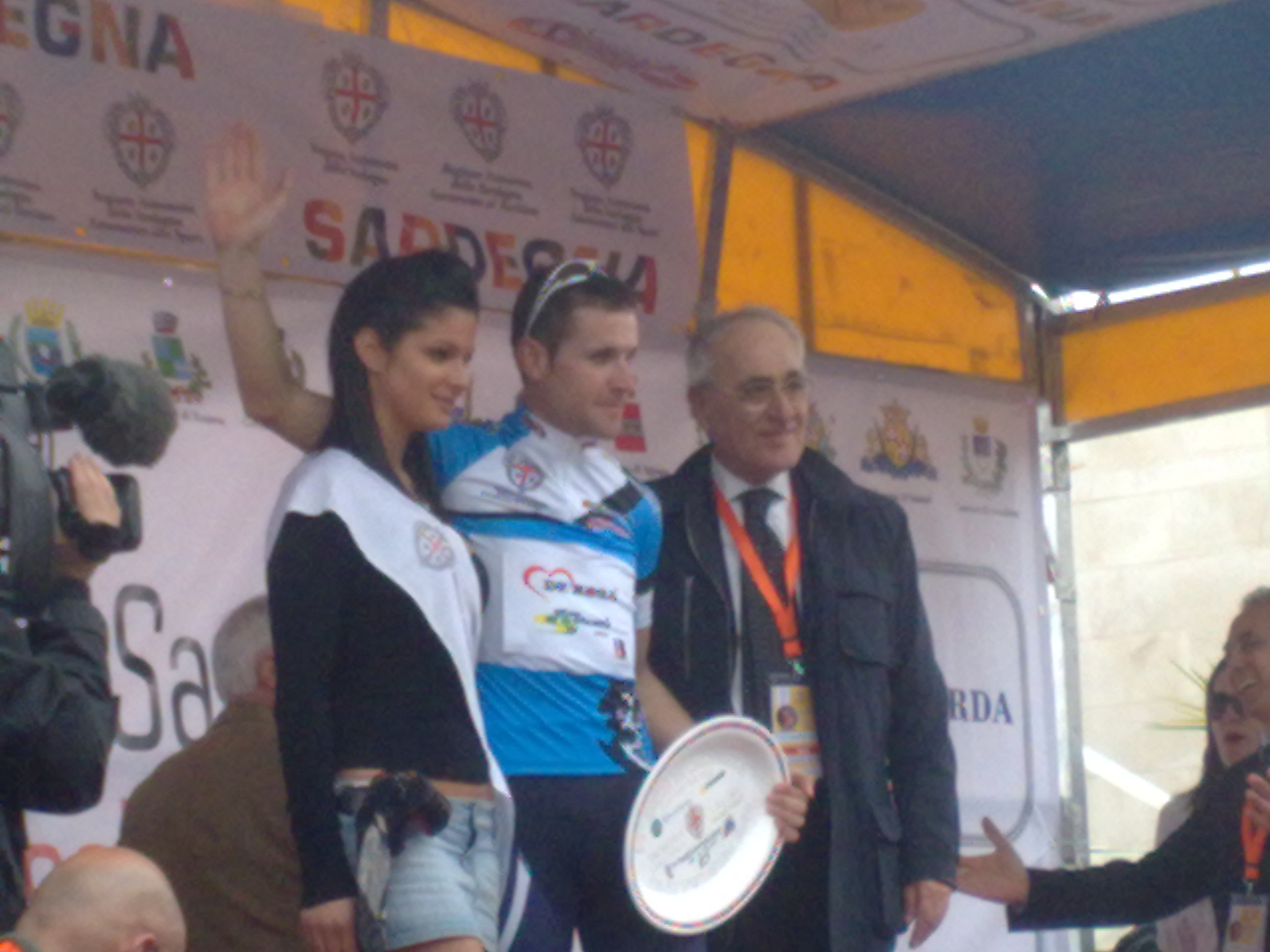
Giairo Ermeti, vincitore della classifica traguardi volanti

| Pos. | Corridore           | Squadra       | Punti |
| ---- | ------------------- | ------------- | ----- |
| 1    | Giairo Ermeti       | De Rosa       | 38    |
| 2    | Leonardo Giordani   | Cer. Flaminia | 16    |
| 3    | Alessandro Maserati | Cer. Flaminia | 10    |
| 4    | David Gutierrez     | Footon        | 7     |
| 5    | Alan Marangoni      | Colnago       | 6     |

### Classifica scalatori - Maglia verde

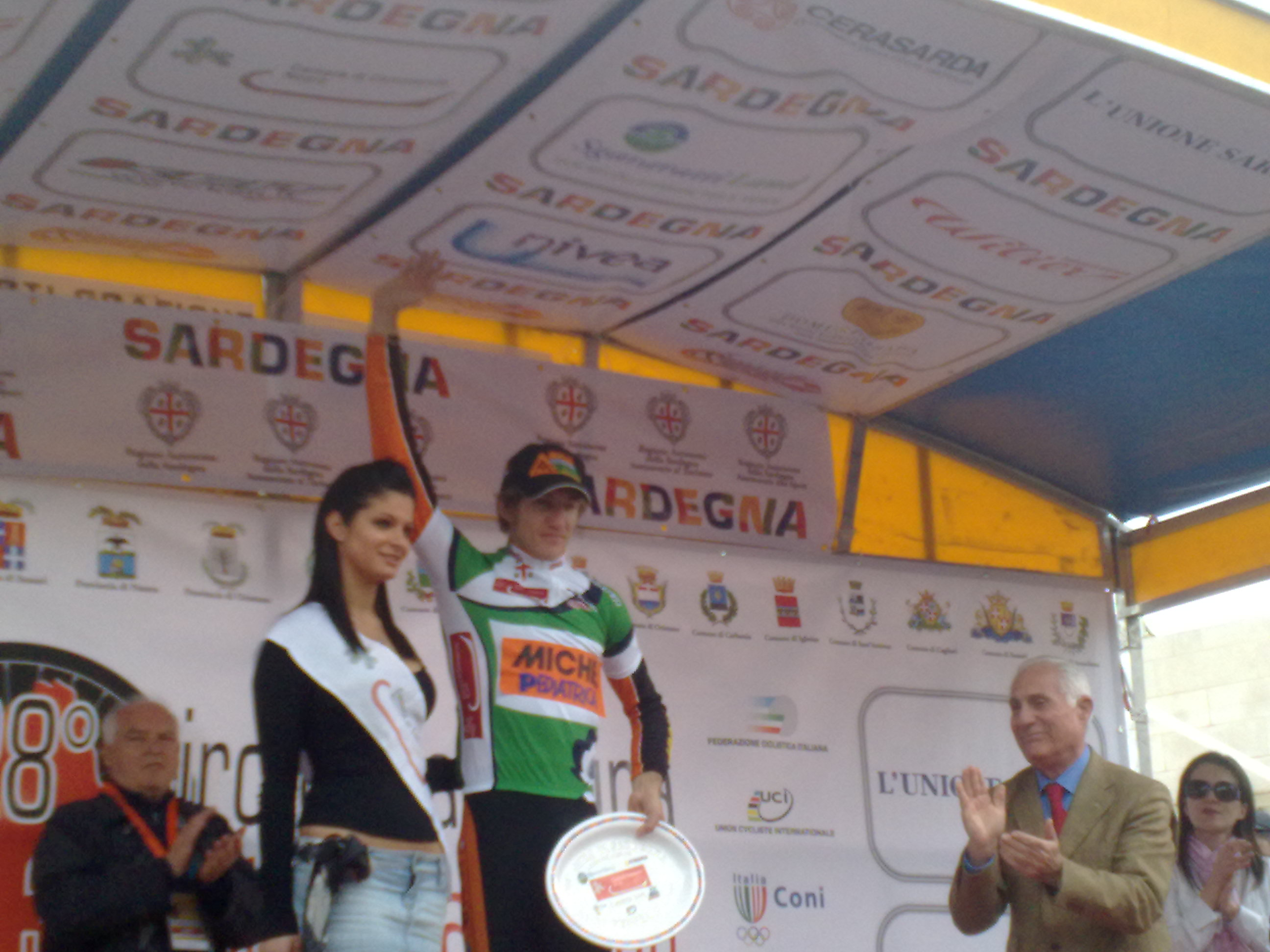
Przemysław Niemiec, vincitore della classifica scalatori

| Pos. | Corridore          | Squadra        | Punti |
| ---- | ------------------ | -------------- | ----- |
| 1    | Przemysław Niemiec | Miche          | 18    |
| 2    | Valerio Agnoli     | Liquigas-Doimo | 10    |
| 3    | Roman Kreuziger    | Liquigas-Doimo | 8     |
| 4    | Vincenzo Nibali    | Liquigas-Doimo | 8     |
| 5    | Fabio Felline      | Footon         | 8     |

### Classifica a squadre
| Pos. | Squadra               | Tempo     |
| ---- | --------------------- | --------- |
| 1    | Team RadioShack       | 66h25'10" |
| 2    | De Rosa-Stac Plastic  | a 9"      |
| 3    | BBox Bouygues Telecom | a 30"     |
| 4    | Liquigas-Doimo        | a 59"     |
| 5    | Androni Giocattoli    | a 2'00"   |

## Punteggi UCI
Classificata come evento di categoria 2.1, conformemente al regolamento UCI, assegna i seguenti punteggi: 16, 11, 6, 5, 4 e 2 punti ai primi sei di ogni tappa; 80, 56, 32, 24, 20, 16, 12, 8, 7, 6, 5 e 3 punti ai primi dodici della classifica generale finale ed 8 punti al corridore che indossa la maglia da leader della prova in ogni tappa.
| Pos. | Corridore           | Squadra | Punti |
| ---- | ------------------- | ------- | ----- |
| 1    | Roman Kreuziger     | LIQ     | 128   |
| 2    | Christopher Horner  | RSH     | 77    |
| 3    | Thomas Voeckler     | BBO     | 38    |
| 4    | Francesco Gavazzi   | LAM     | 27    |
| 4    | Alessandro Petacchi | LAM     | 27    |
| 4    | Damiano Caruso      | DER     | 27    |
| 7    | Janez Brajkovič     | RSH     | 26    |
| 8    | Giovanni Visconti   | ISD     | 23    |
| 9    | Przemysław Niemiec  | MIE     | 20    |
| 10   | Oscar Gatto         | ISD     | 17    |
| 11   | Michele Scarponi    | AND     | 16    |
| 11   | Danilo Hondo        | LAM     | 16    |
| 11   | Alberto Loddo       | AND     | 16    |
| 14   | Enrico Rossi        | FLM     | 13    |
| 15   | Sacha Modolo        | COG     | 11    |
| 16   | Ivan Rovny          | RSH     | 8     |
| 17   | Domenico Pozzovivo  | COG     | 8     |
| 18   | Cristiano Salerno   | DER     | 7     |
| 19   | Jacopo Guarnieri    | LIQ     | 6     |
| 20   | Francesco Failli    | ASA     | 5     |
| 21   | Massimo Giunti      | AND     | 5     |
| 21   | Robert Kišerlovski  | LIQ     | 5     |
| 21   | Denis Galimzjanov   | KAT     | 5     |
| 24   | Jurij Metlušenko    | AMO     | 4     |
| 25   | Matteo Montaguti    | DER     | 2     |
| 25   | Serguei Klimov      | KAT     | 2     |

| Pos. | Squadra               | Punti |
| ---- | --------------------- | ----- |
| 1    | Liquigas-Doimo        | 139   |
| 2    | Team RadioShack       | 111   |
| 3    | Lampre-Farnese Vini   | 70    |
| 4    | ISD-Neri              | 40    |
| 5    | BBox Bouygues Telecom | 38    |
| 6    | Androni Giocattoli    | 37    |
| 7    | De Rosa-Stac Plastic  | 36    |
| 8    | Miche                 | 20    |
| 9    | Colnago-CSF Inox      | 19    |
| 10   | Ceramica Flaminia     | 13    |
| 11   | Team Katusha          | 7     |
| 12   | Acqua & Sapone        | 5     |
| 12   | Amore & Vita-Conad    | 4     |

| Pos. | Nazione     | Punti |
| ---- | ----------- | ----- |
| 1    | Rep. Ceca   | 128   |
| 2    | Italia      | 121   |
| 3    | Stati Uniti | 77    |
| 4    | Francia     | 38    |
| 5    | Slovenia    | 26    |
| 6    | Polonia     | 20    |
| 7    | Germania    | 16    |
| 8    | Russia      | 15    |
| 9    | Croazia     | 5     |
| 10   | Ucraina     | 3     |